# Gouvernement al-Bahr al-ahmar
Das Gouvernement al-Bahr al-ahmar (ägyptisch-Arabisch Muḥāfẓet El Baḥr El Aḥmar, arabisch محافظة البحر الأحمر Muhāfazat al-Bahr al-ahmar, DMG Muḥāfaẓat al-Baḥr al-aḥmar ‚Rotes Meer‘), auch Gouvernement des Roten Meeres, ist ein Gouvernement in Ägypten mit 359.888 Einwohnern und liegt im Ostteil der Arabischen Wüste. Gouverneur ist der Generalmajor und Minister Ahmed Abdullah (Stand März 2017).

## Geographie
al-Bahr al-ahmar grenzt im Norden an das Gouvernement as-Suwais (Suez), im Osten an die Küste des Roten Meeres, im Westen an die Gouvernements Aswan, al-Uqsur, Qina, Sauhadsch, Asyut, al-Minya und Bani Suwaif. Im Süden grenzt es an den Sudan und dessen gleichnamigen Bundesstaat al-Bahr al-ahmar, auf der Grenze liegt das zwischen dem Sudan und Ägypten umstrittene Gebiet des Hala’ib-Dreiecks.

## Verwaltung
- Karte mit allen Koordinaten:
- OSM |
- WikiMap

Das Gouvernement al-Bahr al-ahmar gliedert sich einschließlich des umstrittenen Hala’ib-Dreiecks in acht Bezirke (marākiz, Singular markaz), von Nord nach Süd:
| Markaz                        | arabisch        | Fläche km² | Bevölkerung am 11. Nov. 2006 | Koordinaten                  |
| ----------------------------- | --------------- | ---------- | ---------------------------- | ---------------------------- |
| Ras Gharib                    | قسم رأس غارب    | 10.464,46  | 32.369                       | ...                          |
| Hurghada Nr. 2                | قسم ثان الغردقة | 6.836,55   | 91.285                       | ...                          |
| Hurghada                      | قسم أول الغردقة | 6.192,85   | 69.616                       | 27° 13′ 25″ N, 33° 50′ 21″ O |
| Safaga                        | قسم سفاجا       | 4.764,59   | 35.379                       | ...                          |
| al-Qusair                     | قسم القصير      | 11.675,36  | 35.920                       | ...                          |
| Marsa Alam                    | قسم مرسى علم    | 24.466,77  | 6.614                        | ...                          |
| Bi'r Schalatain 1)            | قسم الشلاتين    | 49.677,99  | 15.210                       | ...                          |
| Hala’ib 1)                    | قسم حلايب       | 7.573,28   | 2.268                        | ...                          |
| Gouvernement al-Bahr al-ahmar | البحر الأحمر    | 121.651,85 | 288.661                      |                              |

1) Der Bezirk Hala’ib ist nicht identisch mit dem Hala’ib-Dreieck, sondern umfasst nur einen Teil desselben (7573 von 20580 km² bzw. 37 Prozent der Fläche) im Osten mit dem größten Küstenanteil und den bewohnten Gebieten. Der unbewohnte Rest des mit dem Sudan umstrittenen Gebietes wird von Ägypten als Teil des Bezirks Bi'r Schalatain verwaltet.

## Bevölkerung
2006 betrug die Bevölkerung 359.888 Einwohner, davon lebten mehr als 320.000 in den wenigen Städten an der Küste. Generell ist die wirtschaftliche Struktur des Gouvernements auf die Städte und Tourismuszentren an der Küste konzentriert. Historisch hat sich die Bevölkerungszahl seit 1937 mehr als verdreißigfacht:
| 1937  | 1947   | 1966   | 1976   | 1986   | 1996    | 2006    | 2010    | 2017    |
| ----- | ------ | ------ | ------ | ------ | ------- | ------- | ------- | ------- |
| 9.914 | 15.929 | 38.000 | 56.191 | 90.491 | 155.695 | 288.233 | 306.722 | 359.888 |

## Wirtschaft

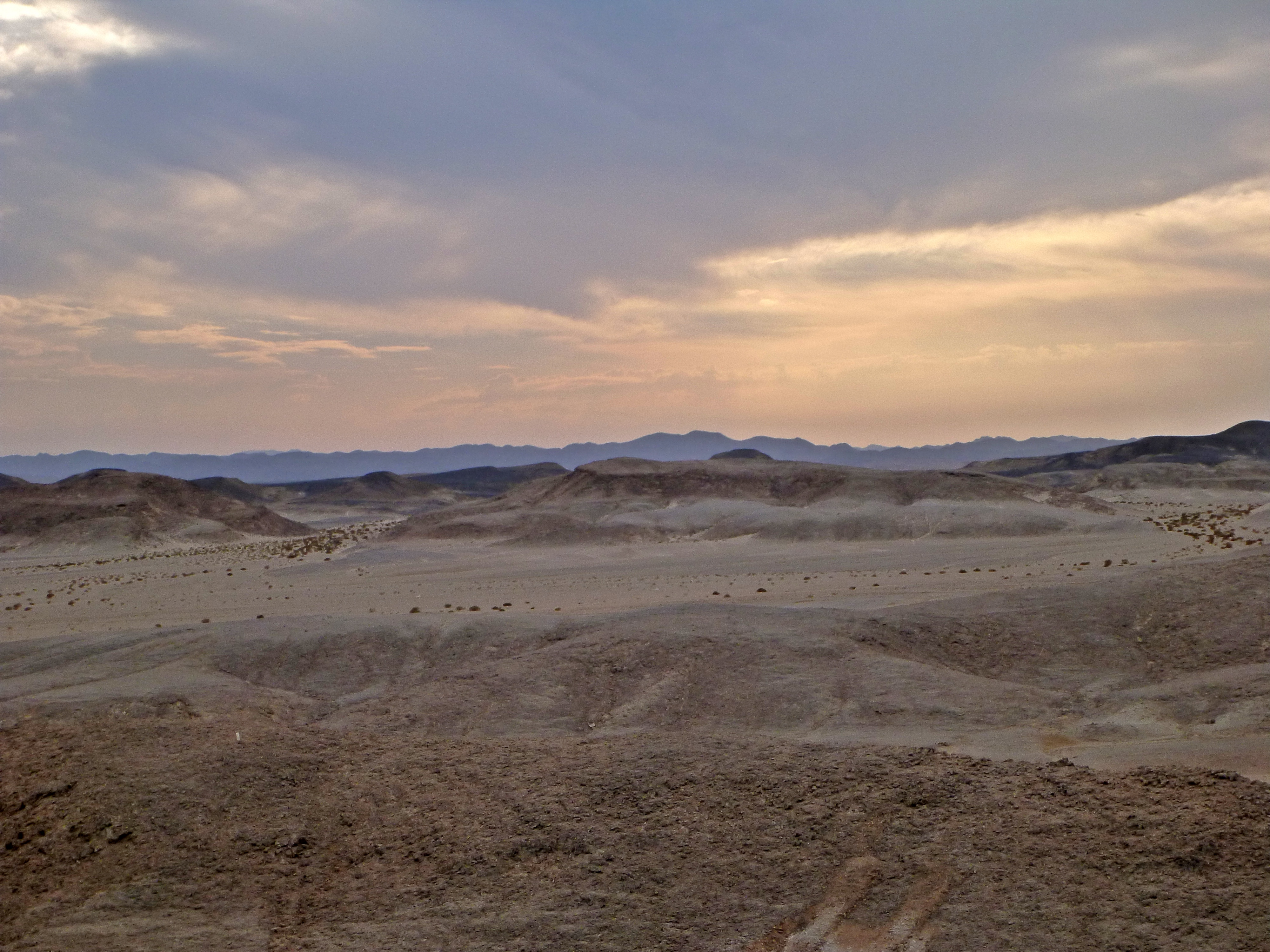
Wüstenlandschaft im Gouvernement al-Bahr al-ahmar am Roten Meer

Seit Beginn der 1980er Jahre ist Hurghada ein beliebtes Ziel für Badeurlauber und Tauchsportler. Von Hurghada ausgehend haben sich touristische Zentren auch in den südlich gelegenen Städten Safaga und al-Qusair und Marsa Alam entwickelt. Erreichbar sind diese Ziele über die internationalen Flughäfen in Hurghada und Marsa Alam. Neben den unzähligen Hotels und touristischen Betrieben an der Küste, befinden sich in al-Bahr al-ahmar zwei offizielle Naturschutzgebiete: Der Wadi-al-Gamal-Nationalpark (Tal der Kamele) nahe der Stadt Marsa Alam und der Gebel-Elba-Nationalpark im Hala'ib-Dreieck nahe der Stadt Hala'ib. Neben der Tourismusindustrie wird an der ganzen Küste Fischfang betrieben. Das Gebiet, über das sich das Gouvernement erstreckt, ist reich an Mineralien, beispielsweise an Phosphaten. In der Region um Ras Gharib werden 70 % der ägyptischen Ölproduktion gefördert.